# Ricardo Bochini
Ricardo Enrique Bochini (* 25. leden 1954, Zárate) je bývalý argentinský fotbalista. Nastupoval většinou na postu záložníka.
S argentinskou reprezentací vyhrál mistrovství světa v Mexiku roku 1986.. V národním mužstvu odehrál 28 utkání.
S klubem CA Independiente, kde strávil celou svou kariéru (1972–1991), dvakrát vyhrál Interkontinentální pohár (1973, 1984) a čtyřikrát získal nejprestižnější jihoamerickou pohárovou trofej - Pohár osvoboditelů (1973, 1974, 1975, 1984). Celkem v Poháru osvoboditelů odehrál 62 utkání a vstřelil 8 branek.
S Idependiente získal též čtyři tituly mistra Argentiny (1977, 1978, 1983, 1988/89).
Roku 1983 byl vyhlášen argentinským fotbalistou roku.